# Закія Нассар
Закія Нассар (2 квітня 1987) — палестинська плавчиня.
Учасниця Олімпійських Ігор 2008 року.